# Viken en Finnsta
Viken en Finnsta (Zweeds: Viken och Finnsta) is een småort in de gemeente Ånge in het landschap Medelpad en de provincie Västernorrlands län in Zweden. Het småort heeft 157 inwoners (2005) en een oppervlakte van 99 hectare. Eigenlijk bestaat het småort uit twee plaatsen: Viken en Finnsta.